# یحمر
یحمر (به عربی: يحمر) یک منطقهٔ مسکونی در لبنان است که در شهرستان نبطیه واقع شده‌است.